# ペレツ・スモレンスキン

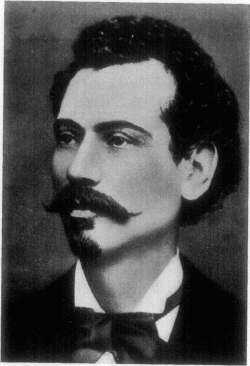
ペレツ・スモレンスキン

ペレツ・スモレンスキン （ピョートル/ペーター・スモレンスキン）（Peretz Smolenskin, 1842年2月25日ベラルーシ・マヒリョウ近郊 - 1885年2月1日オーストリア(現イタリア)・メラン）はベラルーシ出身のユダヤ教徒の小説家。
ヘブライ語作家としては、ラビ・ヘブライ語を嫌った時代の作家だが、伝統と西欧化の衝突の時代のヘブライ語作家といわれる。
1882年、ナータン・ビルンバウムらと共に、オーストリア初のユダヤ人「民族主義」的な大学知識人の団体「カディマ Kadimah」を創設した。